# Komödianten-Emil
Komödianten-Emil ist ein deutscher Spielfilm der DEFA von Joachim Hasler aus dem Jahr 1980.

## Handlung
Anfang der 1930er-Jahre in Berlin. Emil Damaschke möchte als Kabarettist mit seinem Programm die Leute gut unterhalten – zusammen mit Ida, der Attraktion aus Ungarn. Als das „Rosenthaler“, in dem er arbeitet, pleitegeht, verdient er sein Geld als Trauerredner. Bei einer Beerdigung bekommt er das erste Mal Kontakt zu dem Berufsganoven Hakenjakob, bei dessen Scheinbeisetzung er auch mit der Polizei in Berührung kommt. Dann steht er bei einem Einbruch Schmiere. Von der Polizei verhaftet, gibt es im Gefängnis ein Wiedersehen mit Hakenjakob. Da dieser Emil Damaschke für seine Verhaftung verantwortlich macht, kommt es folgerichtig zu Problemen.
Nach seiner Entlassung geht Emil wieder ins „Rosenthaler“ zurück. Die neuen jüdischen Besitzer haben das Kabarett mit den bisherigen Künstlern wieder zum Leben erweckt, aber die ehemaligen Betreiber, die sich zu den Nationalsozialisten bekennen, versuchen diese wieder aus den Örtlichkeiten zu vertreiben. Nachdem die jüdischen Eigentümer, wegen einer von den Nazis vorgeschobenen Steuerhinterziehung, Deutschland verlassen mussten, haben die Angestellten des Kabaretts eine Genossenschaft gegründet. So hoffen sie, weiterhin ihre Arbeit behalten zu können, werden aber von den Verbrechern mit Schutzgeldforderungen erpresst. Emil verschließt sich der Absicht Idas, die Arbeiter als neues Publikum zu gewinnen, er macht lieber Geld mit Werbung für die umliegenden Geschäfte und verweigert sich den Verbrechern.
Der Kassenscheich, ein Mitglied der Vorbesitzer des Kabaretts, lockt Ida in einen Wald, vergewaltigt und ermordet sie. Mit falschen Aussagen sorgt die Verbrecherbande dafür, dass Emil dieser Mord angehängt wird und er landet wieder im Gefängnis. Hier trifft er erneut auf Hakenjakob, der ihn mit einem Messer in die Grenzen weisen will. In dem Kampf der beiden bekommt Emil das Messer in die Hand und ersticht dabei wohl versehentlich Hakenjakob. Nun kann auch der ihm wohlgesinnte Polizeikommissar nicht mehr helfen.
Die Verbrecher übernehmen wieder, dieses Mal in Naziuniform, das „Rosenthaler“.

## Produktion
Drehorte waren in Berlin das Handwerkervereinshaus in der Sophienstraße und an der Museumsinsel. Am Szenarium wirkten neben Joachim Hasler auch Claus und Wera Küchenmeister mit, wobei Wera auch die Texte für die Lieder verfasste. In kleineren Rollen wirkten auch die in der DDR bekannten Molly-Sisters mit.
Komödianten-Emil wurde von der Künstlerischen Arbeitsgruppe „Berlin“ auf ORWO-Color gedreht und hatte seine Uraufführung am 3. April 1980 im Berliner Kino Kosmos. Am 19. Februar 1983 wurde der Film erstmals im 2. Programm des Fernsehens der DDR gezeigt.

## Kritik
In der Neuen Zeit meinte Helmut Ullrich, dass sich die Geschichte des Films doch sehr stark an den amerikanischen Film  Cabaret anlehnt. Doch während man Cabaret mit einem guten, alten echten Cognac vergleichen kann, hinterlässt Komödianten-Emil Kopfschmerzen, als wenn man einen billigen Weinbrandverschnitt getrunken hätte.
Auch Günter Sobe von der Berliner Zeitung vertritt bei der Ähnlichkeit mit Cabaret die gleiche Meinung. Es ist hier zweifelsfrei versucht worden, Vielfältigkeit, Vielschichtigkeit, und somit ein weitgefächertes Angebot zu unterbreiten. Mit Vorder- und Hintergründigkeiten sollte unterhalten werden. Weil jedoch die Schöpfer offenbar den unterhaltsamen Tingeltangelfreudentanz zum tiefnachdenklichen Tingeltangeltotentanz hochstilisieren wollte, bleibt schließlich ein ungereimtes Ergebnis.
Für Horst Knietzsch vom Neuen Deutschland ist die Ballung der verschiedenen Geschichten und Situationen mit Kabarett, Tanz, Musik, Mord und Sexualverbrechen, Nazis, Ganoven, Bankiers, Homosexuellen und Transvestiten das Hauptproblem des Films.
Lexikon des internationalen Films nannte den Film eine misslungene musikalische Tragikomödie von klischeehaft gekünsteltem und grob oberflächlichem Zuschnitt. Das deutlich sichtbare Vorbild Cabaret wird in keiner Weise erreicht.